# Stanisław Celiński (zm. 1690)
Stanisław Celiński  herbu Zaremba (zm. w 1690 roku) – podsędek łukowski w latach 1658–1674, podstarości łukowski.
Poseł na sejm 1658 roku. 